# Arcy-Sainte-Restitue
Arcy-Sainte-Restitue – miejscowość i gmina we Francji, w regionie Hauts-de-France, w departamencie Aisne.
Według danych na styczeń 2014 roku gminę zamieszkiwało 439 osób, a gęstość zaludnienia wynosiła 16,1 osób/km².